# Cam (rivière du Gloucestershire)
Pour les articles homonymes, voir Cam.
La Cam est une petite rivière dans le Gloucestershire, en Angleterre. Elle coule sur 20 km vers l'est dans le canal de Gloucester et Sharpness.
La rivière prend sa source sur l'escarpement des Cotswold au-dessus du village de Uley et traverse Dursley, Cam et Cambridge jusqu'au canal de Gloucester et Sharpness en tant qu'alimentation en eau de cette voie navigable. En amont de la ville de Dursley, la rivière est connue sous le nom de Rivière Ewelme.
Avant l'ouverture du canal en 1827, la Cam se jetait dans la rivière Severn à Frampton Pill, Frampton on Severn.
Une nouvelle passe à poissons et à anguilles et un deuxième canal supplémentaire ont été creusés par l'Environment Agency juste à l'est de Cambridge en 2014. Cela a attiré les critiques de la population locale car rien n'a été dépensé pour la défense contre les inondations.